# Giovanni Jacometti
Giovanni Jacometti (Trecate, 26 aprile 1874 – Torino, 10 giugno 1964) è stato un agronomo e politico italiano.
Il padre Cassiano Jacometti era un risicoltore, la madre si chiamava Marietta Mettica. Si laureò in scienze agrarie all'Università di Pisa nel 1900. Fondatore dell'Istituto di Sperimentazione per la Pioppicoltura (fondato nel 1937 a Casale Monferrato), è ricordato per essere stato il principale artefice della moderna pioppicoltura razionale in Italia e in particolare il selezionatore del clone I-214 del pioppo, ancora oggi ampiamente coltivato come albero da produzione di legno da pannelli e di cellulosa e indicato per la costruzione di barriere frangivento.